# Nokia 6720
Nokia 6720 — трёхдиапазонный смартфон фирмы Nokia.  Он был представлен для публики в Барселоне и Сингапуре 16 февраля 2009. Он поставляется с новейшими технологиями Nokia: такими, как A-GPS и активное шумоподавление. Технология шумоподавления увеличивает слышимость за счет уменьшения фонового шума. Он поставляется в трёх цветах: каштановый, серый и чёрный. Он может поддерживать до 8 часов 30 минут в режиме разговора и 500 часов в режиме ожидания.

## Характеристики
- Экран 2.2", 240 x 320 пикселей
- microSD, расширяется до 16GB, карта на 1 GB в комплекте
- 50 MB памяти
- ARM 11 600 MHz процессор
- HSDPA, 10.2 Mbit/s
- HSUPA, 2 Mbit/s
- Bluetooth v2.0 with A2DP
- microUSB
- Symbian OS, S60 rel. 3.2
- 5 Mp, 2592×1944 пикселей, Carl Zeiss Optics, автофокус, видео (VGA 15 fps), LED вспышка; вторая VGA дополнительная камера
- Встроенный GPS-приёмник
- Поддержка A-GPS
- Nokia Maps 3.0
- Стерео FM радио с RDS
- 3.5 мм AV разъем
- TV-out